# Fejzi Alizoti
Fejzi (Bei) Alizoti (Gjirokastër, 22 september 1874 – Tirana, 14 april 1945) was een Albanees politicus. In 1914 was Alizoti premier van Albanië. Tevens werd hij meermaals benoemd tot minister van Financiën. Vanaf januari 1914 was Alizoti interim staatshoofd van Albanië, tot de aanstelling van vorst Wilhelm zu Wied in maart 1914.
Toen Italië onder leiding van Benito Mussolini een groot deel van Joegoslavië had bezet, besloot Mussolini om de door Albanezen bewoonde gebieden aan Albanië, destijds het Italiaans protectoraat Albanië, te geven. Deze gebieden waren Kosovo, het westen van Noord-Macedonië en een deel van Montenegro. Alizoti werd door Mussolini op 29 juni 1941 aangesteld als civiel gouverneur om deze gebieden homogeen te maken. Op 3 december 1941 werd deze post afgeschaft en werden al deze gebieden samengevoegd tot één Albanië.